# Baltoro Muztagh
La Baltoro Muztagh (en xinès 巴尔托洛慕士塔格山 ; en xinès tradicional 巴爾托洛慕士塔格山 ; en pinyin Bā'ěrtuōluò Mùshìtǎgé Shān) és una subserralada de la serralada Karakoram, a la regió de Baltistan dins la província de Gilgit-Baltistan del nord de Pakistan; i a Xinjiang, Xina. La carena de la serralada forma part de la frontera entre el Pakistan i la Xina.
En aquesta subserralada es troba la muntanya K2 (8.611 m) que és la segona muntanya més alta del món i tres pics més de més de 8.000 metres d'alt. Es troben a la part nord i la part est de la Glacera Baltoro.

## Alguns pics de Baltoro Muztagh
| Muntanya        | Altitud (m) | Altitud (ft) | Coordenades                                          | Prominència (m) | Muntanyes parentals | Primera ascensió | Intents d'ascensió |
| --------------- | ----------- | ------------ | ---------------------------------------------------- | --------------- | ------------------- | ---------------- | ------------------ |
| K2              | 8.611       | 28.251       | 35° 52′ 57″ N, 76° 30′ 48″ E / 35.88250°N,76.51333°E | 4.017           | Mont Everest        | 1954             | 45 (44)            |
| Gasherbrum I    | 8.080       | 26.509       | 35° 43′ 27″ N, 76° 41′ 44″ E / 35.72417°N,76.69556°E | 2.155           | K2                  | 1958             | 31 (16)            |
| Broad Peak      | 8,051       | 26.414       | 35° 48′ 38″ N, 76° 34′ 05″ E / 35.81056°N,76.56806°E | 1.701           | Gasherbrum I        | 1957             | 39 (19)            |
| Gasherbrum II   | 8.034       | 26,362       | 35° 45′ 27″ N, 76° 39′ 11″ E / 35.75750°N,76.65306°E | 1.523           | Gasherbrum I        | 1956             | 54 (12)            |
| Gasherbrum IV   | 7.932       | 26.024       | 35° 45′ 33″ N, 76° 36′ 57″ E / 35.75917°N,76.61583°E | 725             | Gasherbrum III      | 1958             | 4 (11)             |
| Skyang Kangri   | 7.545       | 24.754       | 35° 55′ 35″ N, 76° 34′ 03″ E / 35.92639°N,76.56750°E | 1.060           | K2                  | 1976             | 1 (2)              |
| Sia Kangri      | 7.422       | 24.350       | 35° 39′ 48″ N, 76° 45′ 45″ E / 35.66333°N,76.76250°E | 640             | Gasherbrum I        | 1934             | 6 (0)              |
| Skil Brum       | 7.410       | 24.311       | 35° 51′ 03″ N, 76° 25′ 45″ E / 35.85083°N,76.42917°E | 1.152           | K2                  | 1957             | 2 (1)              |
| Chongtar Kangri | 7.315       | 23.999       | 35° 54′ 46″ N, 76° 25′ 47″ E / 35.91278°N,76.42972°E | 1.300           | Skil Brum           | 1994             | 1 (1)              |
| Torre Muztagh   | 7.276       | 23.871       | 35° 49′ 38″ N, 76° 21′ 39″ E / 35.82722°N,76.36083°E | 1.710           | Skil Brum           | 1956             | 4 (2)              |

### Cims més baixos
Hi ha molts cims menors, alguns d'ells destaquen per la seva bellesa, o dificultat de ser escalats:
- Torres del Trango, 6,286 m
- Uli Biaho Torre, 6,109 m